# Newport (Arkansas)
Newport è una località degli Stati Uniti d'America, capoluogo della contea di Jackson, nello Stato dell'Arkansas.